# Dragovichtitsa (Kyoustendil)
Pour les articles homonymes, voir Dragovichtitsa.
Dragovichtitsa, en bulgare Драговищица, est un village de Bulgarie situé dans l'obchtina de Kyoustendil et dans l'oblast de Kyoustendil.
Dragovichtitsa est située sur les bords de la Dragovištica, un affluent droit de la Strouma.